# ピーター・フレミング
ピーター・フレミング（Peter Fleming, 1955年1月21日 - ）は、アメリカ・ニュージャージー州チャタム出身の元男子プロテニス選手。4歳年下のジョン・マッケンローと組んで数多くのダブルス・タイトルを獲得し、4大大会の男子ダブルスでもウィンブルドン4勝、全米オープン3勝を挙げた選手である。自己最高ランキングはシングルス8位、ダブルス1位。ATPツアーでシングルス3勝、ダブルス60勝を挙げたが、そのうち57勝がマッケンローとのペアで獲得したものである。身長195cm、体重84kgの長身選手。右利き。

## 経歴
フレミングは1973年から選手経歴を始め、1978年からダブルス選手として頭角を現し始めた。1978年にフレミングはダブルスで年間7勝を獲得するが、4月のモンテカルロ大会と12月のヨハネスブルグ大会は違う選手と組んでいる。1979年からマッケンローとフレミングは黄金時代に入り、ウィンブルドンと全米オープンの男子ダブルスで2連勝した。その後、2人は1981年と1983年にもウィンブルドン選手権と全米オープンの連続制覇を達成した。1984年のウィンブルドンでは、フレミングとマッケンローはパット・キャッシュ＆ポール・マクナミー（ともにオーストラリア）組に 6-2, 5-7, 6-2, 3-6, 6-3 で辛勝した。こうして2人は4大大会の男子ダブルスで通算「7勝」を挙げ、天下無敵のダブルスペアとして世界に君臨した。（マッケンローは1979年ウィンブルドンと1983年全米オープンの2大会を除き、5大会で単複2冠獲得を達成した。）
ピーター・フレミングは1979年から1984年まで男子テニス国別対抗戦・デビスカップのアメリカ代表選手としても活躍したが、彼の出場した試合はすべてマッケンローとのダブルス戦であった。フレミングとマッケンローのペアは、デ杯通算「14勝1敗」の成績を残している。2人は長い間アメリカ・チームの“無敗ペア”であったが、1984年12月に「ワールドグループ」決勝の対スウェーデン戦でステファン・エドベリ＆アンダース・ヤリード組に敗れ、アメリカ・チームもスウェーデンに1勝4敗で敗れた。フレミングとマッケンローは、デ杯アメリカ・チームのダブルス勝利数で、1930年代に活躍したウィルマー・アリソン＆ジョン・バン・リン組の「14勝2敗」に並ぶ記録を残した。25年後の2009年3月7日、ボブとマイクの「ブライアン兄弟」がデビスカップで15勝目を挙げ、14勝タイの2組を抜いてアメリカの「ベスト・ダブルス・チーム」（Best Doubles Team, 同一ダブルスチームの最多勝利数）になった。
シングルスでのフレミングは、1978年11月にイタリア・ボローニャ大会でアドリアーノ・パナッタを破って初優勝を果たし、1979年にアメリカ・シンシナティ大会とロサンゼルス大会で年間2勝を挙げている。4大大会の男子シングルスでは、1980年ウィンブルドンでベスト8進出があったが、その準々決勝ではダブルス・パートナーのジョン・マッケンローに 3-6, 2-6, 2-6 のストレートで完敗した。
フレミングは1987年のシーズンを最後にシングルスから撤退し、ダブルスでもマッケンローと離れた。1987年の全仏オープンで、フレミングはゲーリー・ドネリーと組んでベスト4に入り、この大会で自己最高成績を出した。（全仏オープンだけは、フレミングとマッケンローは1度もコンビを組んだことがない。）彼の最後のダブルス・タイトルは、1987年7月にアメリカ・ワシントン大会において、ドネリーと組んで獲得したものである。キャリア最後の年となった1988年は、フレミングはダブルスのみに出場した。選手引退後は、家族とともにイギリス・ロンドンに在住している。

## 4大大会ダブルス優勝
- ウィンブルドン　男子ダブルス：4勝（1979年、1981年、1983年＆1984年）
- 全米オープン　男子ダブルス：3勝（1979年、1981年、1983年）